# Alexander Fölker

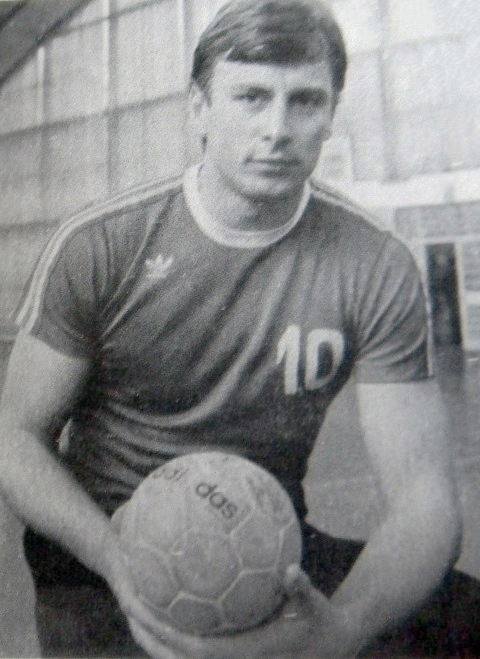
Alexander Fölker, 1970er Jahre

Alexander Fölker, auch Alexandru Fölker, (* 28. Januar 1956 in Orșova) ist ein ehemaliger rumänischer Handballspieler aus der deutschsprachigen Minderheit der Banater Schwaben.
Er spielte auf der Position des linken Rückraumspielers und gelegentlich auch als Linksaußen. Von 1974 bis 1987 war Fölker bei Politehnica Timișoara und wurde mit dem Club 1979 und 1987 rumänischer Vize-Meister und 1986 rumänischer Pokalsieger. 1987 wechselte er nach Frankreich zum Lille Université Club und 1989 nach Deutschland zur MT Melsungen. Mit Melsungen stieg er in die 2. Handball-Bundesliga auf und schaffte 1996 den Sprung in die Final Four des DHB-Pokals. Später war er Spielertrainer bzw. Trainer in Niedervellmar und bei Eintracht Baunatal. 2000 wurde Fölker Sportlicher Leiter bei der MT Melsungen.
Für die rumänische Nationalmannschaft bestritt Fölker 239 Länderspiele, in denen er 557 Tore erzielte. Bei den Olympischen Spielen 1976 in Montreal gewann er mit Rumänien die Silbermedaille, wobei er nur in einem Vorrundenspiel eingesetzt wurde. Sowohl bei den Olympischen Spielen 1980 in Moskau als auch bei den Olympischen Spielen 1984 in Los Angeles gewann Fölker mit Rumänien die Bronzemedaille. Außerdem nahm er an der Weltmeisterschaft 1978, der Weltmeisterschaft 1982 und der Weltmeisterschaft 1986 teil und wurde mit der rumänischen Mannschaft Siebter, Fünfter und Neunter.
Fölker lebt seit 1989 mit seiner Familie in Melsungen. 
2007 wurde er zum Ehrenbürger von Timișoara ernannt.